# Daniel arap Moi
Daniel arap Moi   (Sacho, 2 de setembre de 1924 - Nairobi, 4 de febrer de 2020) o Daniel Toroitich arap Moi va ser un polític kenyà que va exercir com a segon president de Kenya entre 1978 i 2002. Va ser la presidència més llarga del país. Moi va exercir anteriorment com a tercer vicepresident de Kenya des de 1967 fins a 1978 durant el govern Jomo Kenyatta, convertint-se en president després de la mort d'aquest últim.
Nascut al subgrup tugen del poble kalenjin a la vall del Rift de Kenya, Moi va estudiar quan era un nen a l'escola Africa Inland Mission abans de formar-se com a professor a l'Escola de formació de professors de Tambach, treballant en aquesta professió fins al 1955. Després va entrar en política i va ser elegit membre del Consell Legislatiu de la Vall del Rift. A mesura que s'acostava la independència, Moi es va unir a la delegació de Kenya que va viatjar a Londres per a les Conferències de Lancaster House, on es va redactar la primera constitució del país després de la independència. El 1960 va fundar la Unió Democràtica Africana de Kenya (KADU) com a partit rival de la Unió Nacional Africana de Kenya (KANU) de Kenyatta. Després de la independència el 1963, Kenyatta, que es va convertir en primer ministre i després president de la nova nació, va convèncer Moi de fusionar els dos partits. Kenyatta va nomenar Moi al seu govern el 1964 i en acabat el va promoure a vicepresident el 1967. Malgrat l'oposició d'una elit kikuyu coneguda com la Màfia Kiambu, Kenyatta va preparar a Moi com el seu successor i va assumir el càrrec de president quan Kenyatta va morir el 1978.
Inicialment popular tant en l'àmbit nacional com als països occidentals, que consideraven el seu règim contra les influències dels governs alineats amb el Bloc de l'Est d'Etiòpia i Tanzània, la popularitat de Moi va caure al voltant de 1990 quan l'economia es va estancar després del final de la Guerra Freda. Arran de l'agitació i la pressió externa, es va veure obligat a permetre eleccions pluripartidistes el 1991; després va conduir el seu partit, KANU, a la victòria a les eleccions de 1992 i 1997, les quals generalment no han estat considerades ni lliures ni justes pels observadors independents. Com que la constitució no li permetia presentar-se per a un tercer mandat, va triar Uhuru Kenyatta com el seu successor, però Kenyatta va ser derrotat pel líder de l'oposició Mwai Kibaki a les eleccions generals de 2002 i Kibaki va substituir a Moi com a president. Kenyatta finalment guanyaria la presidència a les eleccions de 2013.
El règim de Moi va ser considerat dictatorial i autocràtic, especialment abans de 1992, quan Kenya era un estat de partit únic. Organitzacions de drets humans com Amnistia Internacional, així com una investigació especial de les Nacions Unides, van acusar Moi de violacions dels drets humans durant la seva presidència. Les investigacions realitzades després del final de la seva presidència van trobar proves que Moi i els seus fills havien participat en nivells significatius de corrupció, inclòs l'escàndol Goldenberg dels anys noranta.

## Biografia
Primers anys i entrada a la política
Moi va néixer amb el nom de Toroitich arap (fill de) Moi, Toroitich que significa «benvingut a casa el bestiar» al poble de Kuriengwo de la vall del Rift, que ara es troba a la divisió Sacho del comtat de Baringo, el pare de Moi, Kimoi arap Chebii, va morir el 1928. En Moi només tenia quatre anys i se sap poc de la seva mare, Kabon. El que se sap és que el seu germà gran, Tuitoek, es va convertir en el seu tutor, que era un dels ramaders de la zona i que el va recomanar per unir-se a la nova escola de la Africa Inland Mission (AIM) de Kabartonjo el 1934 abans que es traslladés a Kapsabet. Era del subgrup tugen del poble kalenjin.
A l'escola de la missió africana de Kabartonjo, Moi es va convertir en cristià i va adoptar el nom de Daniel. Moi va assistir a l'Escola de Formació de Professors de Tambach, després del seu trasllat de Kabartonjo, de 1945 a 1947. Això és després que el govern colonial li va negar l'oportunitat de matricular-se a l'Institut Alliance. Més tard va assistir a l'Escola de Professors de Kagumo i impartia classes a l'Escola de Formació de Professors de Tambach. Més tard, es va convertir en el director d'una escola al districte de Keiyo. Va treballar com a professor des de 1946 fins a 1955.
El 1955 Moi va entrar en política quan va ser elegit membre del Consell Legislatiu de la Vall del Rift. Va ser el substitut escollit del Dr. John ole Tameno, l'antic representant que havia hagut de renunciar a causa del consum d'alcohol i sospita de connexions amb el moviment per la llibertat. El 1957 Moi va ser reelegit membre del Consell Legislatiu de la Vall del Rift. Moi va formar part de la delegació de Kenya a les conferències de Lancaster House a Londres, que van redactar la primera constitució del país després de la independència, i el 1961 es va convertir en ministre d'Educació en el govern anterior a la independència.
El 1960 va fundar la Unió Democràtica Africana de Kenya (KADU) amb Ronald Ngala com a alternativa política a la Unió Nacional Africana de Kenya (KANU) dirigida per Jomo Kenyatta. KADU va pressionar per una constitució federalista, mentre que KANU estava a favor d'un govern centralitzat. El KANU era numèricament més fort, i la primera constitució posterior a la independència va posar èmfasi en la unitat nacional, estructurant el país com un estat unitari.

## Vicepresidència

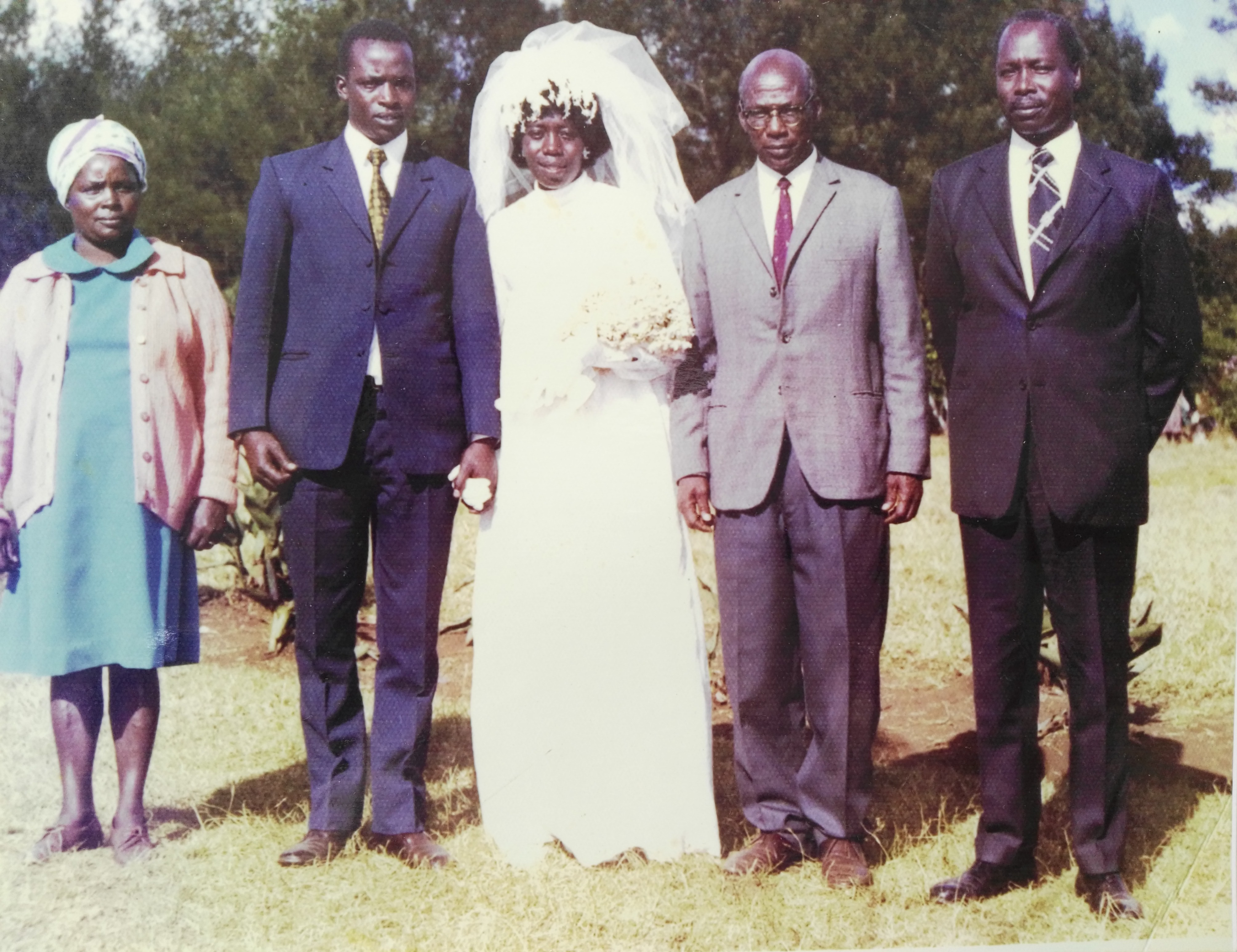
Paul Kiplimo Boit amb Daniel arap Moi durant el casament dels seus fills el 1972, que es va celebrar a l'escola primària de Kapkong.

Després que Kenya obtingués la independència el 12 de desembre de 1963, Kenyatta va convèncer Moi que la KADU i la KANU s'havien de fusionar per completar el procés de descolonització. En conseqüència, la KADU es va dissoldre i es va unir a la KANU el 1964. L'únic desafiament real per al domini KANU va venir de la Unió Popular de Kenya, que va començar el 1966. Aquest partit va ser prohibit l'any 1969, i a partir d'aquest moment Kenya va ser de facto un estat de partit únic dominat per l'aliança kikuyu-luo. Tanmateix, mirant a les fèrtils terres de la vall del Rift poblades per membres de la tribu kalenjin de Moi, Kenyatta es va assegurar el seu suport promovent primer a Moi a ministre d'Afers Interiors el 1964, i després a vicepresident el 1967. Com a membre d'una tribu minoritària, Moi també tenia el compromís acceptable per a les tribus principals. Moi va ser elegit al parlament de Kenya el 1963 des de Baringo Nord. Des de 1966 fins a la seva jubilació el 2002, va exercir com a diputat de Baringo Central a més de les seves diverses altres oficines.
No obstant això, Moi es va enfrontar a l'oposició de l'elit kikuyu coneguda com la Màfia Kiambu, que hauria preferit que un dels seus accedís a la presidència. Això va provocar un intent del grup de redacció constitucional de canviar la constitució per evitar que el vicepresident assumís automàticament el poder en cas de mort del president. No obstant això, molts alts polítics de kikuyu, inclosos Mwai Kibaki i Charles Njonjo, així com el mateix Kenyatta, es van oposar a aquest canvi en l'ordre de successió, tement que pogués provocar inestabilitat política si Kenyatta moria, donada la seva avançada edat i les seves malalties perennes. Així, es va salvaguardar la posició de Moi com a successor de Kenyatta.

## Presidència

Estandart presidencial de Daniel Toroitich arap Moi

Quan Jomo Kenyatta va morir el 22 d'agost de 1978, Moi es va convertir en president en funcions. Segons la Constitució, s'havien de celebrar eleccions presidencials especials per al balanç del mandat de Kenyatta el 8 de novembre, noranta dies després. No obstant això, una reunió del gabinet va decidir que ningú més estava interessat a presentar-se a la presidència i, per tant, diversos polítics van començar a fer campanya a tot el país perquè Moi fos declarat sense oposició. En conseqüència, va jurar com a segon president de Kenya el 14 d'octubre de 1978 com a resultat del procés electoral de relleu.

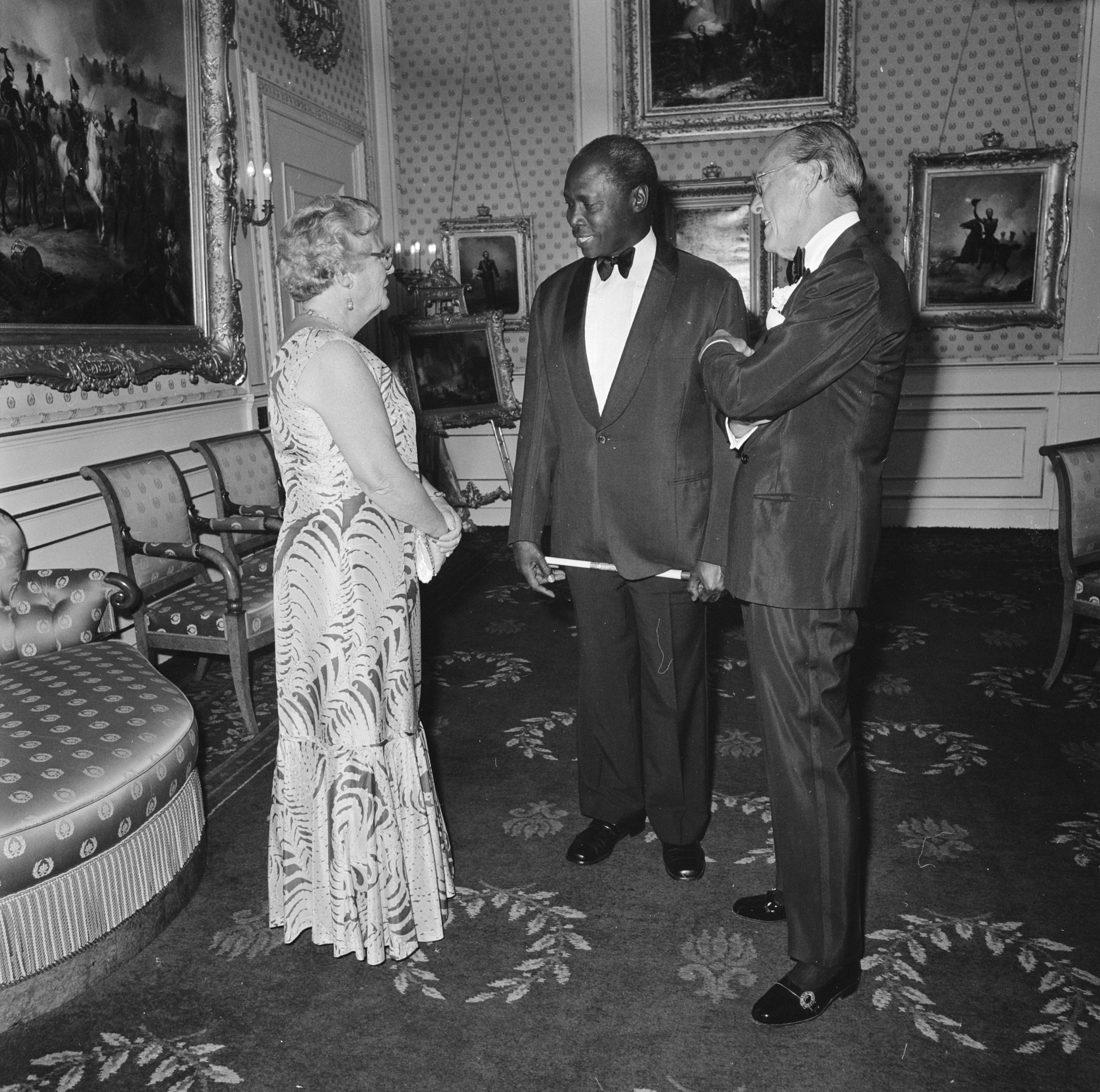
Moi amb la reina Juliana i el príncep Bernhard durant la seva visita d'estat als Països Baixos el juny de 1979

Al principi, Moi era popular, amb un suport ampli per tot el país. Va recórrer el país i va entrar en contacte amb la gent de tot arreu, cosa que contrastava molt amb l'imperiós estil de govern de Kenyatta a porta tancada. No obstant això, la situació política iniciada per Kenyatta es va mantenir i Moi va perpetuar els poders gairebé dictatorials atribuïts al seu càrrec. Tot i la seva popularitat, Moi encara no va poder consolidar completament el seu poder. Des del principi, l'anticomunisme va ser un tema important del govern de Moi. Parlant en nom del nou president, el vicepresident Mwai Kibaki va declarar sense embuts: «No hi ha lloc per als comunistes a Kenya».
El 1r d'agost de 1982, el personal de nivell inferior de la Força Aèria, liderat pel soldat ras Hezekiah Ochuka i amb el suport d'estudiants universitaris, va intentar un cop d'estat per expulsar a Moi. La revolta va ser ràpidament reprimida per forces militars i policials comandades pel cap de l'estat major Mahamoud Mohamed. Pot ser que hi hagués hagut dos o fins i tot tres grups independents intentant prendre el poder alhora, per diferents motius, però el més important va ser liderat per destacats polítics kikuyu i membres de la policia i les forces armades.
Moi va aprofitar per destituir els opositors polítics i consolidar el seu poder. Va reduir la influència dels homes de Kenyatta al gabinet a través d'una investigació judicial de llarga durada que va resultar en la identificació d'homes clau de Kenyatta com a traïdors. Moi els va indultar però no abans d'establir la seva condició de traïdor a la vista pública. Els principals conspiradors del cop d'estat, inclòs Ochuka, van ser condemnats a mort, les que van ser les últimes execucions judicials a Kenya. Va nomenar partidaris per ocupar els càrrecs clau i va canviar la constitució per convertir formalment el KANU en l'únic partit legalment permès al país. Tanmateix, a la pràctica això no va canviar gaire la situació política, ja que tots els partits importants de l'oposició havien estat il·legalitzats des de 1969. Els acadèmics i altres intel·lectuals de Kenya no van acceptar-ho i les institucions educatives de tot el país es van convertir en el lloc de moviments que pretenien introduir reformes democràtiques. Tot i això, la policia secreta de Kenya es va infiltrar en aquests grups i molts membres es van haver d'exiliar. El marxisme ja no es podia ensenyar a les universitats de Kenya i la resta de l'oposició va passar a la clandestinitat.

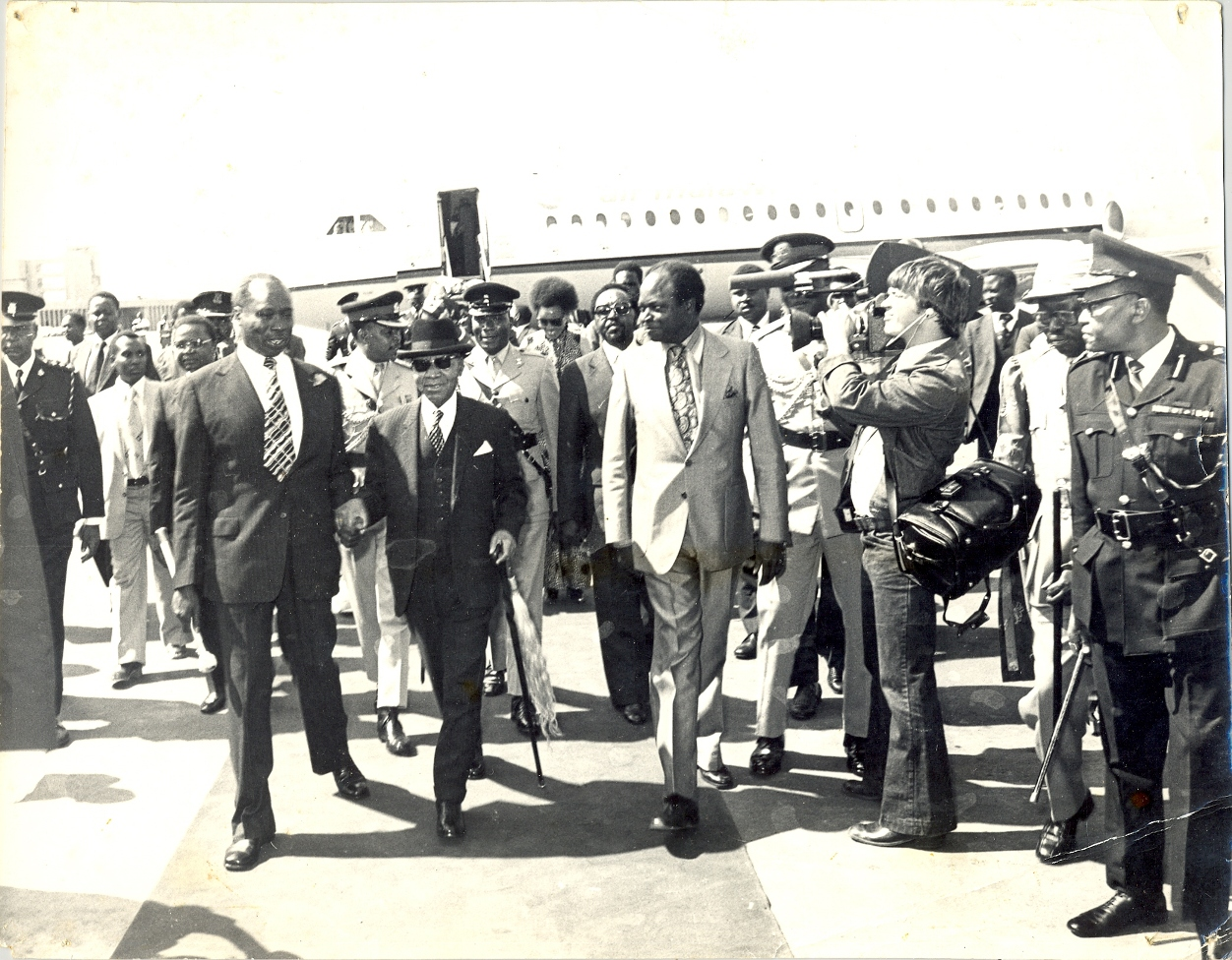
Moi donant la benvinguda a Hastings Banda a Kenya

A partir de finals de la dècada de 1980, el règim de Moi es va enfrontar al final de la Guerra Freda, així com a una economia nacional estancada sota l'augment dels preus del petroli i la caiguda dels preus de les matèries primeres agrícoles. Els governs occidentals també es van tornar més hostils al règim KANU, un canvi de política des de l'època de la Guerra Freda, ja que Kenya s'havia vist com un important estabilitzador regional per impedir impedint la propagació de la influència soviètica a Etiòpia, Somàlia i Tanzània. Durant aquest temps, Kenya havia rebut molta ajuda estrangera i el país va ser acceptat com un règim estable, encara que autoritari, amb Moi i la KANU fermament al capdavant. Els aliats occidentals van passar per alt el grau creixent de repressió política, inclòs l'ús de la tortura a les infames cambres de tortura de la Casa Nyayo. Algunes de les proves d'aquestes cèl·lules de tortura es van exposar el 2003 després que el líder de l'oposició Mwai Kibaki es convertís en president.

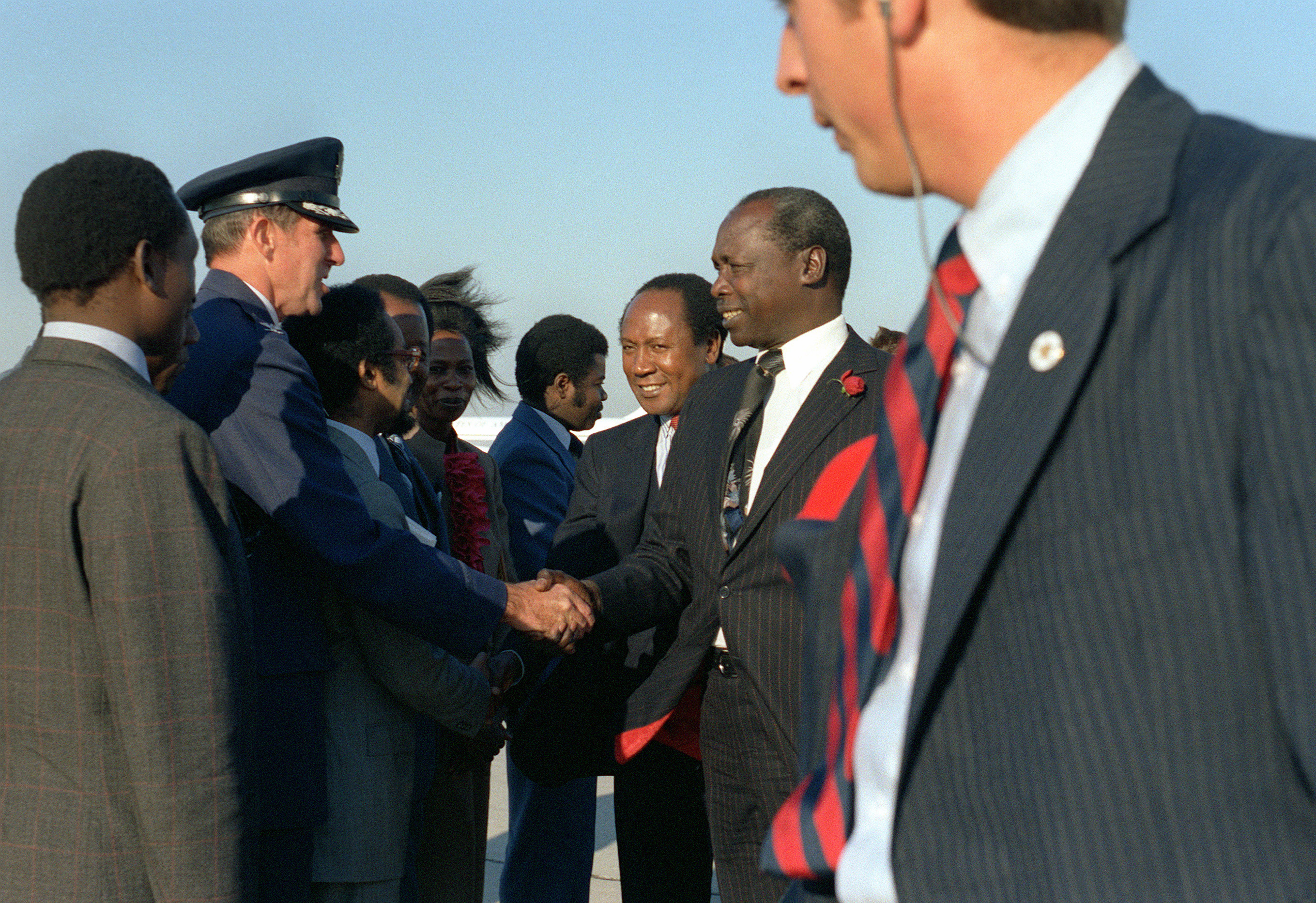
Daniel arap Moi de Kenya és benvingut a la seva arribada per a una visita als Estats Units el 28 de setembre de 1981

Amb la caiguda de la Unió Soviètica i la disminució de la necessitat de contrarestar la influència socialista a la regió, els responsables polítics occidentals van canviar la seva política cap a Moi, considerant-lo cada cop més com un governant despòtic en lloc d'un important estabilitzador regional. L'ajuda exterior es va mantenir a l'espera del compliment de les reformes econòmiques i polítiques. Una de les condicions clau imposades al seu règim, especialment pels Estats Units a través de l'ambaixador Smith Hempstone, va ser la restauració d'un sistema multipartidista. Malgrat la seva manca d'entusiasme per la reintroducció d'un sistema multipartidista, Moi va aconseguir guanyar-se al seu partit que estaven en contra de la reforma. Moi va anunciar la seva intenció de derogar la Secció 2(A) de la constitució, aixecant la prohibició als partits de l'oposició, en una conferència de KANU a Kasarani el desembre de 1991. Malgrat el fort debat i l'oposició de molts delegats, la conferència va aprovar la moció per unanimitat.
Malgrat la presència de partits de l'oposició, Moi i la KANU van tornar al poder en les primeres eleccions multipartidistes el 1992 i una altra vegada el 1997. Ambdues eleccions es van veure marcades per la violència política tant per part del govern com de les forces de l'oposició. Moi va aprofitar amb habilitat la barreja de tensions ètniques de Kenya en aquests concursos electorals i va aconseguir una pluralitat de vots en ambdues eleccions, que provenia de diverses tribus. Per contra, el suport dels seus oponents estava més concentrat. Moi va aprofitar els temors al domini kikuyu per part dels no kikiuyu, per obtenir suport d'una àmplia varietat de tribus més petites. A falta d'una oposició eficaç i organitzada, Moi no va tenir cap dificultat per guanyar. Tot i que també se sospita que es pot haver produït un frau electoral, la clau de la seva victòria en ambdues eleccions va ser una oposició dividida. El 1992 va obtenir el 36,3% dels vots, i el 1997 el 40,4%, però ambdues van ser victòries còmodes a causa del repartiment de vots entre els diferents grups de l'oposició, que no van poder presentar un candidat d'unitat com a oposició.

## Crítiques i denúncies de corrupció

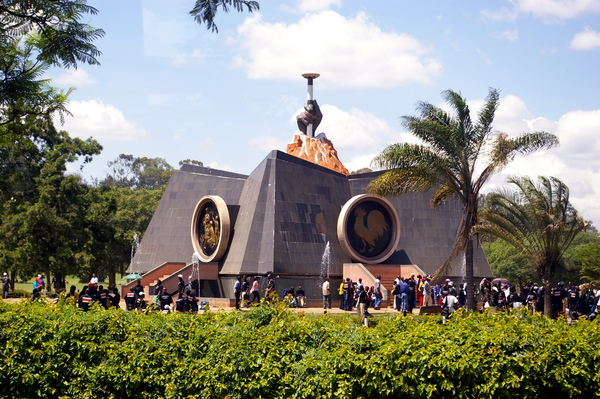
El monument Nyayo, situat al parc central de Nairobi, va ser construït el 1988 per commemorar els 10 anys de la presidència de Daniel Arap Moi.

La història jutja el president Moi amb duresa com un individu corrupte i cleptòman, i amb raó. Tot el seu govern es va veure afectat per la corrupció que literalment va col·lapsar l'economia de Kenya. Quan el seu regnat de vint-i-quatre anys arribava a la seva fi, el creixement econòmic de Kenya al 2%, uns números molt negatius.
El 1999 es van publicar les conclusions d'ONG com Amnistia Internacional i una investigació especial de les Nacions Unides que indicaven que els abusos dels drets humans eren freqüents a Kenya sota el règim de Moi.
Els informes sobre la corrupció i els abusos dels drets humans per part de la periodista britànica Mary Anne Fitzgerald des de 1987 fins a 1988 van provocar que el govern la vilipendiés i finalment la deportés. Moi va estar implicat en l'escàndol Goldenberg dels anys noranta i en els encobriments posteriors, on el govern de Kenya va subvencionar les exportacions d'or molt per sobre dels ingressos en moneda estrangera dels exportadors. En aquest cas, l'or provenia de contraban des del Congo, ja que Kenya té reserves d'or insignificants. L'escàndol Goldenberg va costar a Kenya l'equivalent a més del 10% del PIB anual del país.

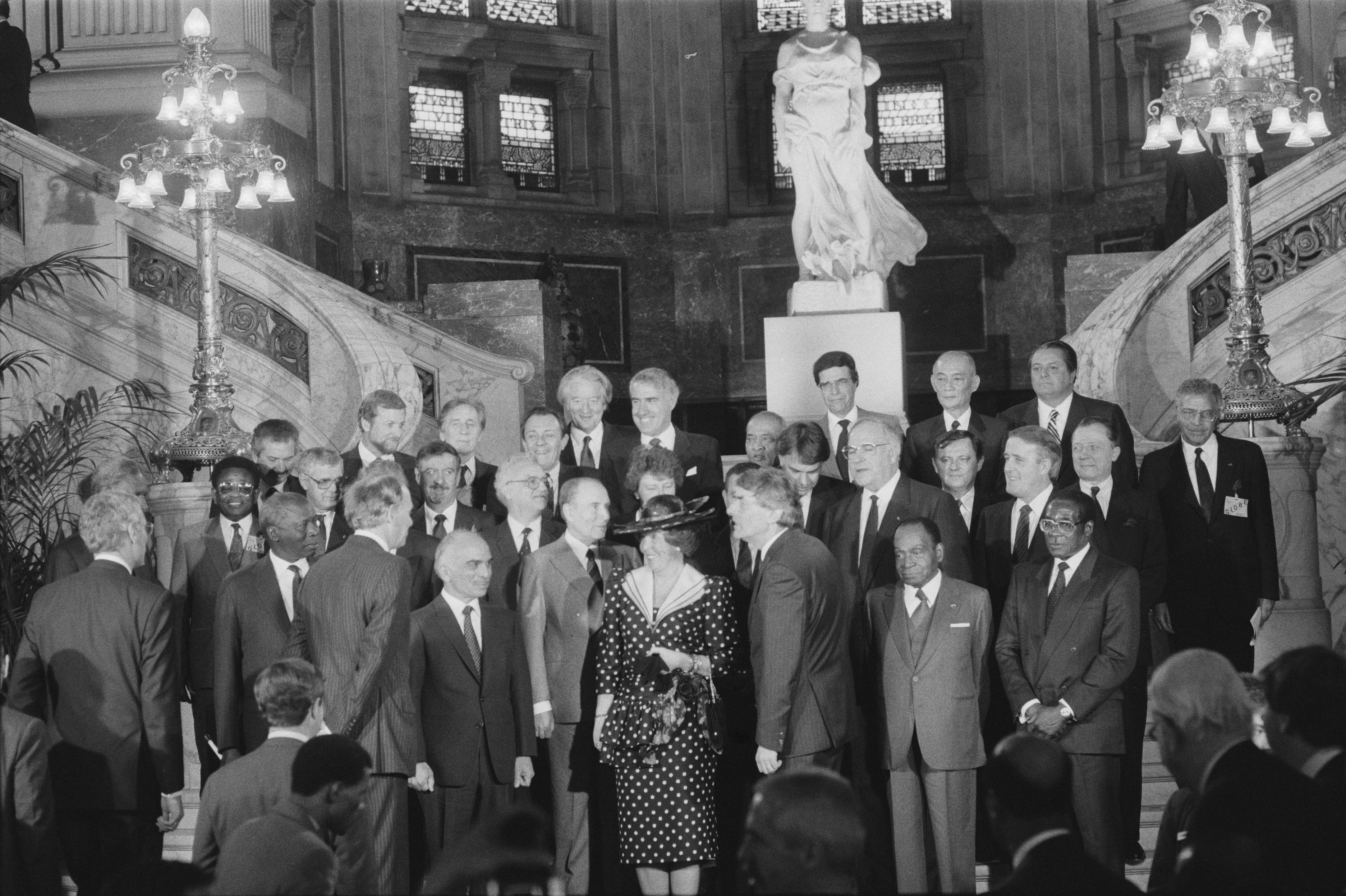
Conferència internacional sobre el medi ambient al Palau de la Pau a la Haia, 11 de març de 1989

Les indagacions a mitges que van començar a petició dels donants d'ajuda estrangeres mai van arribar a res substancial durant la presidència de Moi. Tot i que sembla que la transferència pacífica del poder a Mwai Kibaki podria haver implicat l'entesa que Moi no seria jutjat pels delictes comesos durant la seva presidència, els donants d'ajuda estrangeres van reiterar les seves peticions i Kibaki va reobrir la investigació. A mesura que avançava la investigació, es va veure que Moi, els seus dos fills, Philip i Gideon (ara senador), i la seva filla, June, així com una sèrie d'alts càrrecs kenyans, hi havien estat implicats. En el testimoni lliurat a finals de juliol de 2003, el secretari permanent del Tresor, Joseph Magari, va explicar que, l'any 1991, Moi li va ordenar pagar 34,5 milions de xílings kenyans (460.000 dòlars) a Goldenberg, en contra de les lleis vigents aleshores.

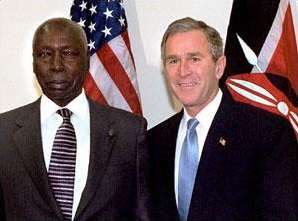
El president Moi amb el president dels EUA George W. Bush a Nova York el 2001

L'activista Wangari Maathai parla de les accions de Moi durant la dècada de 1980 i principis de la dècada de 1990 en l'intent sistemàtic de desmantellar el moviment Green Belt després que Maathai expressés el seu desacord pels intents del govern de construir una torre d'oficines al parc Uhuru. Segons Maathai, les accions de Moi van incloure eliminar el moviment Green Belt de l'espai d'oficines proporcionat pel govern i intentar tallar el finançament dels donants internacionals limitant el finançament a través d'organismes sancionats pel govern. Maathai també parla de les tàctiques de Moi durant l'inici del moviment multipartidista a la dècada de 1990 (vegeu Fòrum per a la Restauració de la Democràcia) per la qual Moi va anunciar que l'exèrcit prendria el govern abans de les eleccions de desembre de 1992. Maathai descobrí durant aquest temps que s'havia elaborat una llista d'assassinats i va assenyalar les misterioses morts del bisbe Alexander Muge i Robert Ouko. El partit Release Political Prisoners («Allibereu els Presos Polítics») també es va formar a principis de la dècada de 1990 per assegurar l'alliberament dels presos polítics del règim de Moi i per protestar contra la tortura duta a terme per l'estat i l'empresonament arbitrari. La policia va dispersar els manifestants i moltes de les mares dels presos polítics del Freedom Corner al parc Uhuru el 3 de març de 1992. Després d'un any i una vaga de fam per part de moltes de les mares d'aquests presos polítics a la catedral anglicana de Tots Sants prop del parc Uhuru, el govern va alliberar 51 presoners en massa a principis de 1993.
L'octubre de 2006, el Centre Internacional per a la Solució de Diferències d'Inversions va trobar que Moi havia acceptat un suborn d'un empresari pakistanès per atorgar el monopoli de les botigues lliures d'impostos als aeroports internacionals del país a Mombasa i Nairobi. L'empresari, Ali Nasir, va afirmar haver pagat a Moi 2 milions de dòlars en efectiu per obtenir l'aprovació del govern per a la inversió de World Duty Free Limited a Kenya.
El 31 d'agost de 2007, WikiLeaks va publicar un informe secret que va posar al descobert una xarxa de companyies fictícies, fideïcomisos secrets i líders que el seu entorn havia utilitzat per canalitzar centenars de milions de lliures a prop de 30 països.

## Jubilació

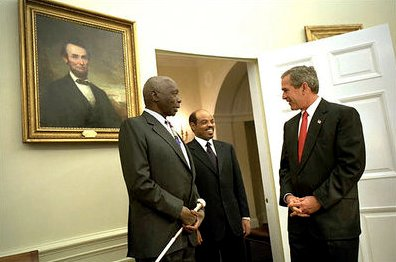
El president dels Estats Units, George W. Bush, dona la benvinguda al president Daniel arap Moi de Kenya i al primer ministre Meles Zenawi d'Etiòpia a l'Oficina Oval, 2002

A Moi se li va prohibir constitucionalment presentar-se a les eleccions presidencials de 2002. Alguns dels seus partidaris van plantejar la idea d'esmenar la constitució per permetre-li presentar-se a un tercer mandat, però Moi va preferir retirar-se, escollint com a successor Uhuru Kenyatta, el fill del primer president de Kenya. No obstant això, Mwai Kibaki va ser elegit president per una majoria de dos a un davant Kenyatta, que es va confirmar el 29 de desembre de 2002. Aleshores, Kibaki estava lligat a una cadira de rodes, després d'haver escapat de la mort en un accident de trànsit a la campanya electoral. Moi va lliurar el poder en una cerimònia mal organitzada que va comptar amb una de les multituds més grans mai vistes a Nairobi. La multitud era obertament hostil a Moi.
Després de deixar el càrrec el desembre de 2002, Moi es va jubilar i en gran part rebutjat per l'establishment polític. No obstant això, encara va mantenir certa popularitat entre les masses, i la seva presència mai va deixar de reunir una multitud. Es va pronunciar en contra d'una proposta de nova constitució el 2005; segons Moi, el document era contrari a les aspiracions del poble kenyà. Després que la proposta fos derrotada en un referèndum constitucional el novembre de 2005, el president Kibaki va cridar a Moi per organitzar una reunió per discutir el camí a seguir.
El 25 de juliol de 2007, Kibaki va nomenar Moi com a enviat especial per la pau al Sudan, referint-se a la «gran experiència i coneixements sobre els afers africans» de Moi i «la seva talla com a home d'edat». En la seva qualitat d'enviat per la pau, la tasca principal de Moi era ajudar a assegurar la pau al sud del Sudan, on s'estava implementant un acord, signat a principis de 2005. Aleshores, la premsa kenyana va especular que Moi i Kibaki estaven planejant una aliança abans de les eleccions de desembre de 2007. El 28 d'agost de 2007, Moi va anunciar el seu suport a la reelecció de Kibaki i va dir que faria campanya per Kibaki. Va criticar durament les dues faccions de l'oposició del Moviment Democràtic Taronja, argumentant que eren de naturalesa tribal.
Moi era propietari de la fàbrica de Kiptagich Tea Factory, fundada el 1979, que ha estat involucrada en polèmica. L'any 2009, la fàbrica estava amenaçada de ser tancada pel govern durant els desnonaments del bosc de Mau.

## Vida personal
Moi va estar casat amb Lena Moi (de soltera Helena Bomett) des de 1950 fins a la seva separació el 1974, abans de la seva presa de presidència. Els pares de Lena, la família Paul Bomett, van ser cristians pioners a Eldama Ravine. Respectaven en Moi, el nen orfe jove, alt, guapo i educat.
Va ser als Bometts on Moi va buscar refugi durant les vacances escolars, sense poder tornar a casa, a 160 quilòmetres de distància, com els nois més grans. També es quedaria a casa de la família cristiana d'Isaiah Chesire, el pare del diputat nomenat per Kanu, Zipporah Kittony, i l'antic diputat d'Eldoret North Reuben Chesire.
El 1950, després d'abandonar l'Escola de Professors de Kagumo, Moi, que havia sortit amb la Lena, s'hi va casar en un casament a l'església oficiat per Erik Barnett, el fill d'Albert Barnett (que dona nom al poble de Kabarnet) a la missió de l'AIC a Eldama Ravine després de pagar dues vaques, un bou i quatre ovelles a la família Bomett. Un vell amic, Francis Cherogony, n'era el padrí. Amb el matrimoni, Lena va abandonar la seva carrera com a mestra i es va centrar en les tasques de cures de la seva família quan es van establir amb Moi a l'escola del govern de Tambach, on els seus dos primers fills, Jennifer i Jonathan Kipkemboi, van néixer el 1952 i el 1953 respectivament.
Daniel arap Moi va tenir vuit fills, cinc fills i tres filles. Entre els nens hi ha Gideon Moi, que va tenir una carrera política pròpia a Kenya, Jonathan Toroitich (un antic pilot de ral·lis, mort el 2019) i Philip Moi (un oficial de l'exèrcit retirat). El seu germà gran William Tuitoek va morir el 1995. Va ser membre de tota la vida de l'Església de l'Africa Inland Mission, després de la seva inscripció a l'escola de l'església el 1934.
Moi va ser el fundador i patró de les principals escoles de Kenya, que inclouen el Centre Educatiu Moi, l'escola secundària Kabarak, la Universitat de Kabarak i les escoles secundàries Sunshine, i la primària i secundària Sacho, entre d'altres.

## Mort
L'octubre de 2019, el president Moi va ser hospitalitzat en estat crític a l'Hospital de Nairobi a causa de complicacions del vessament pleural. Va ser donat d'alta el novembre del 2019 i al cap de nou dies va tornar a ser hospitalitzat per a una cirurgia del genoll. Durant l'operació va desenvolupar complicacions respiratòries i es va sotmetre a una traqueotomia. Un mes després, va patir una hemorràgia gastrointestinal que va provocar una insuficiència orgànica múltiple i se li va col·locar un suport vital.
Moi va morir a l'Hospital de Nairobi la matinada del 4 de febrer de 2020, a 95 anys, en presència de la família. El 9 de febrer del mateix any es va celebrar un acte commemoratiu a la seva casa dels jardins Kabarnet de Nairobi. El cos de Moi va estar a l'edifici del parlament per a la vista pública durant tres dies, del 8 al 10 de febrer de 2020. L'11 de febrer de 2020 es va celebrar un funeral estatal a l'estadi Nyayo, abans de l'enterrament a la seva casa de Kabarak al comtat de Nakuru. Va ser enterrat a la seva casa de Kabarak el 12 de febrer de 2020, amb honors militars que incloïen una salutació de 19 canons seguida d'un sobrevol en formació d'home desaparegut. La seva tomba es troba al costat de la seva antiga dona Lena Bomett.

## Llegat

### Epònims
- Hospital docent i de referència de Moi[61]
- Base aèria de Moi, Nairobi[61]
- Aeroport internacional de Moi, Mombasa[61]
- Centre esportiu internacional Moi, Kasarani, Nairobi[61]
- Moi Stadium, Kisumu[61]
- Universitat Moi, Eldoret[61]
- Carrers i carrers:
  - Avinguda Moi (Mombasa)[61]
  - Avinguda Moi (Nairobi)[61]